# Lucie (rivier)
De Lucie is een rivier in Suriname in het stroomgebied van de Corantijn. De bron van de Lucie ligt in het noorden van het Eilerts de Haangebergte, dat samen met andere bergketens het Hoogland van Guyana vormt. De rivier baant zich daarna een weg in noordwestelijke richting, tot vlak bij de hoogste bergtop van Suriname, met name de Julianatop (1280 meter boven de zeespiegel). Hier buigt de rivier af naar het zuidwesten en daarna naar het westen. Het laatste stuk voor de Lucie uitmondt in de Corantijn, ruim 5 kilometer stroomafwaarts van het dorp Amatopo, gaat de stroming opnieuw voornamelijk in noordwestelijke richting. De Lucie vormt de noordgrens van het ressort Coeroenie met de ressorten Kabalebo en Boven-Coppename in het district Sipaliwini. Er bevinden zich geen dorpen of bewoning aan de Lucie. 
De rivier is waarschijnlijk vernoemd naar een overleden nichtje van Johan Eilerts de Haan die deze rivier op 16 oktober 1908 tijdens een expeditie ontdekte.